# Nemzeti Múzeum (Varsó)

Jan Matejko: A grünwaldi csata (1878)

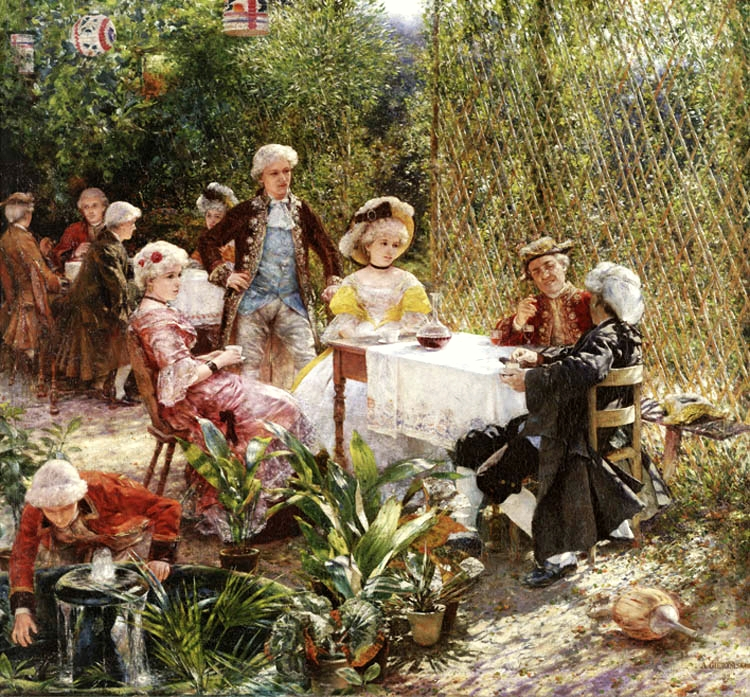
Aleksander Gierymski: A lugasban (1882)

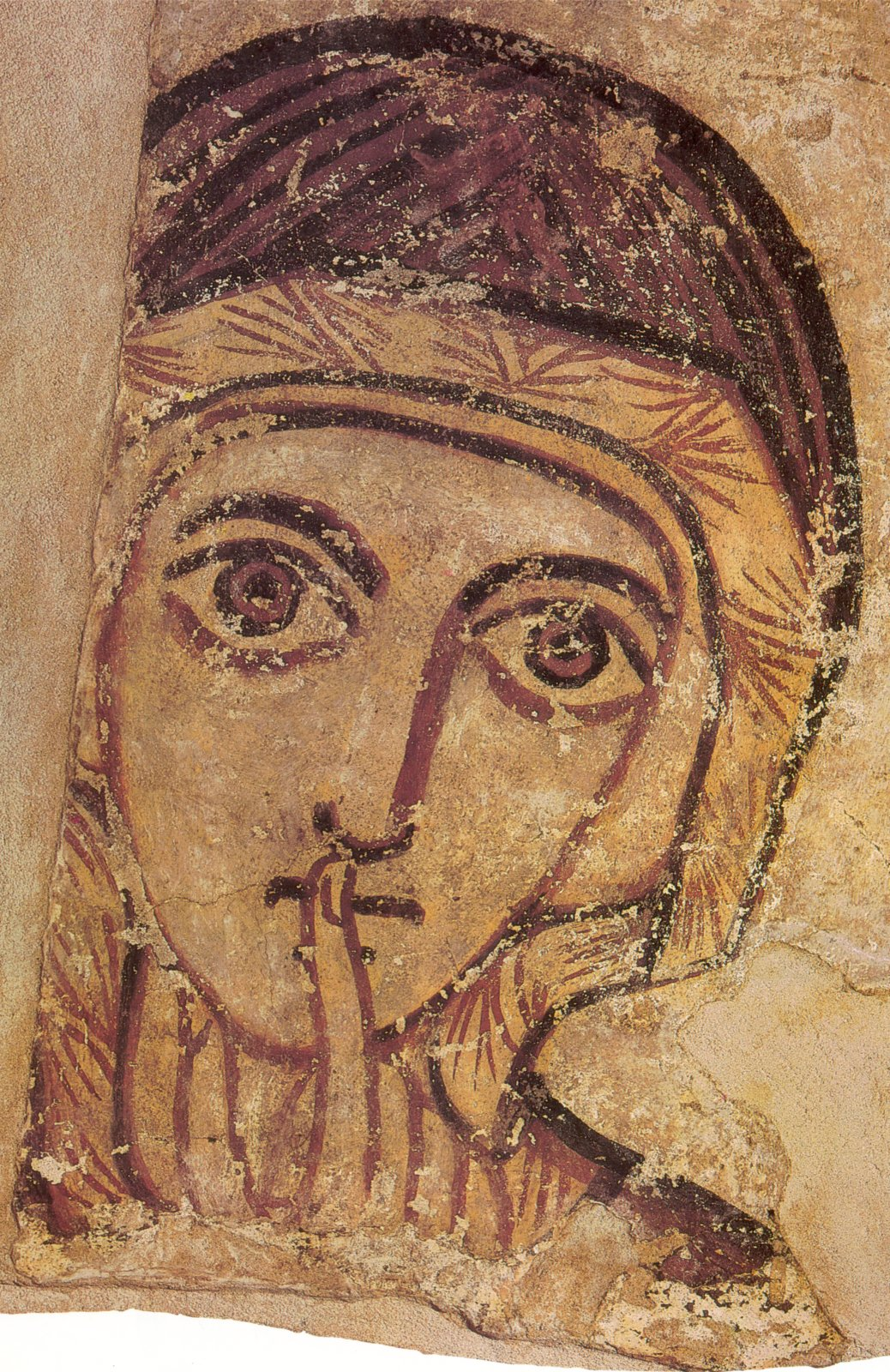
Szent Anna (núbiai freskó Farasról)

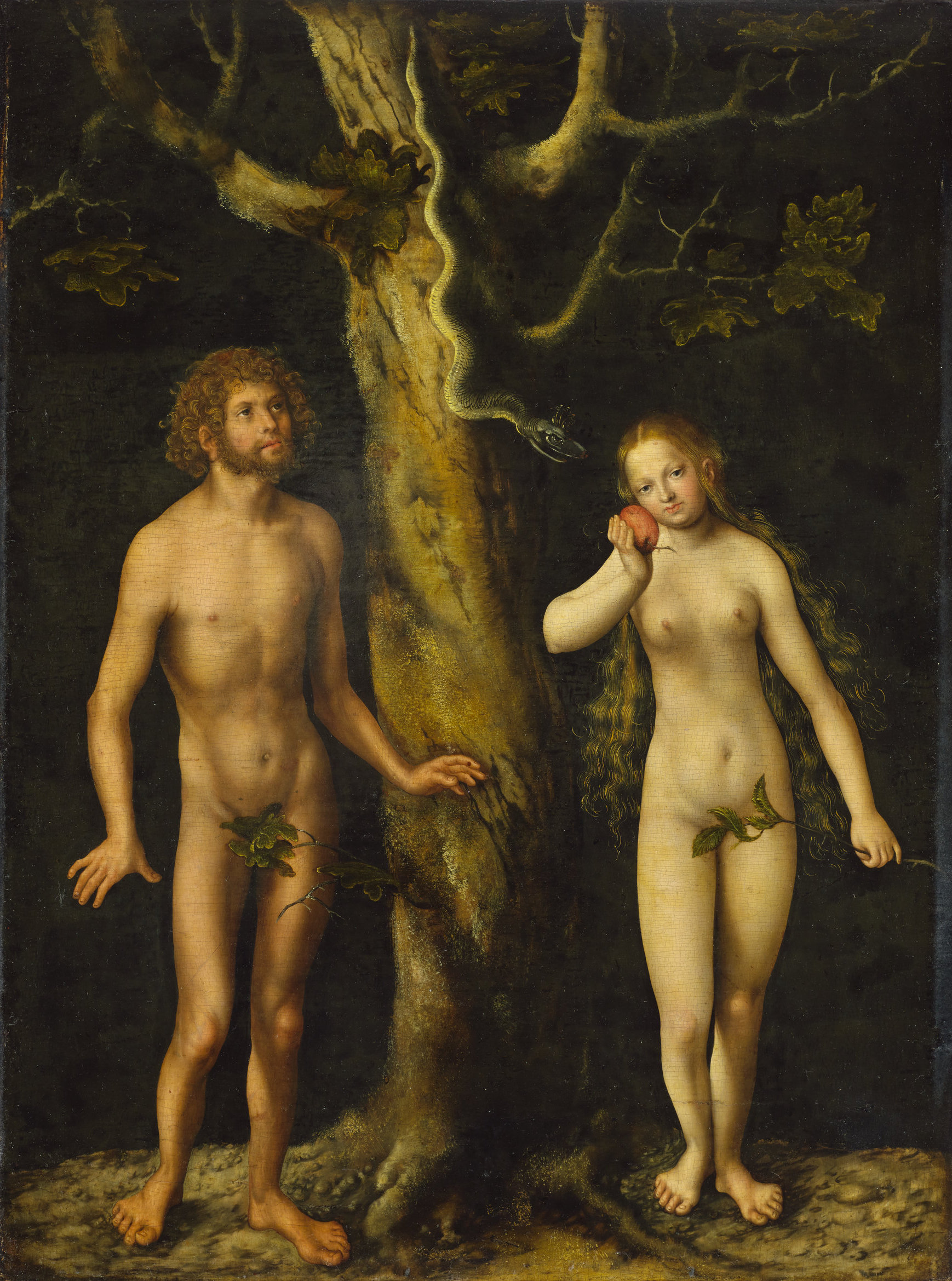
Lucas Cranach: Ádám és Éva

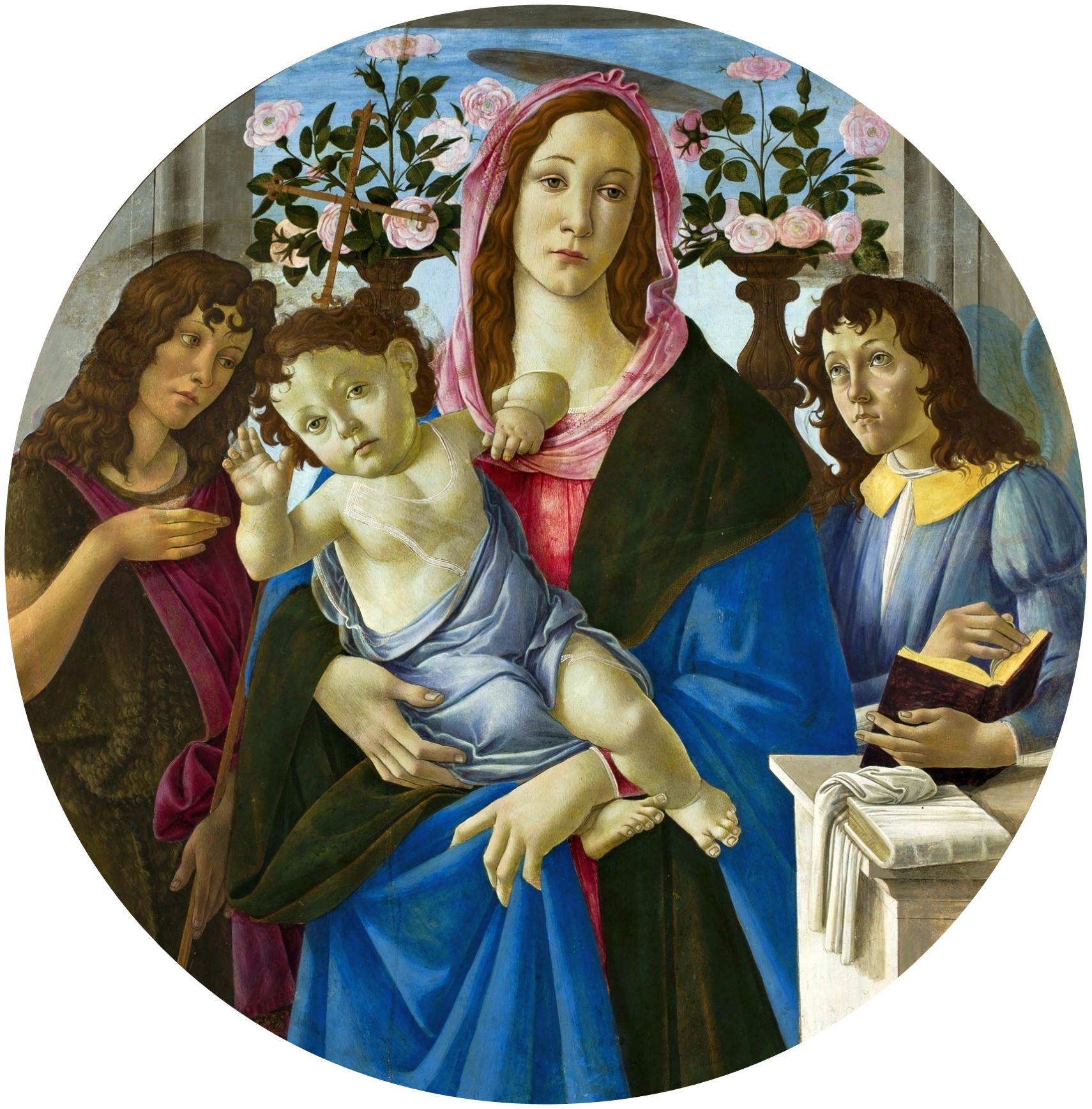
Sandro Botticelli: Madonna és gyermeke

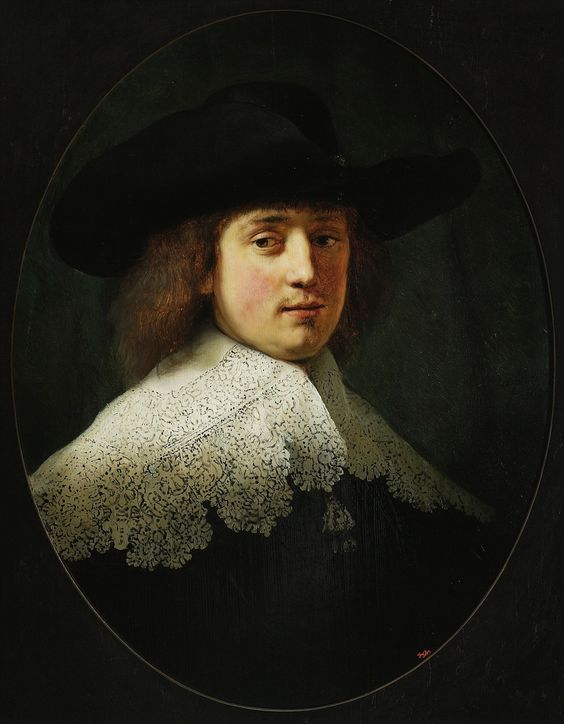
Rembrandt: Maerten Soolmans

A Varsói Nemzeti Múzeum (lengyelül: Muzeum Narodowe w Warszawie) népszerű rövidítéssel MNW, egy varsói művészeti múzeum, Lengyelország egyik legnagyobb múzeuma és a főváros legnagyobb múzeuma.

## Története
A múzeum az 1862. május 20-án megnyílt Szépművészeti Múzeumból alakult ki, és 1916-ban Muzeum Narodowe névre nevezték át. 1926-ban megkezdődött a jelenlegi épület építése. 1932-ben nyíltak meg az első művészeti kiállítások az első két elkészült szárnyban. A múzeum igazgatója 1916 és 1936 között húsz évben Bronisław Gembarzewski muzeológus és hadtörténész volt. 1938. június 18-án az egész épületet hivatalosan is felavatták.
Az épület 1939 szeptemberében Varsó védelme során megsérült. A második világháború során a kiállítási tárgyak egy része megsemmisült, de a többségüket megmentették a múzeum alkalmazottai. 1945 májusában a múzeumot államosították: a város tulajdonába került. A háború befejezése után, három év alatt a Múzeumkomplexumot teljesen felújították, az elrabolt műalkotások egy részét megtalálták. A festményeket olyan tematikus kritériumok szerint helyezték el, mint például: tájképek, csendéletek, városi tájak, mitológiai, bibliai képek, és külön az aktok.
2008 és 2014 között a Varsói Nemzeti Múzeum régészeti kutatásokat végzett a Krím-félszigeten. A Lengyel Régészeti Misszió vezetője Alfred Twardecki, az Ókori Művészeti Galéria kurátora volt. A misszió munkáját 2014-ben felfüggesztették a Krím Oroszország általi annektálása után. 
2016 és 2018 között az intézmény munkatársai kutatást végeztek Olbiában. 
A múzeum 2020. októberében indította el a 21. század kihívásainak megfelelő, magas színvonalú digitális szolgáltatását.

## Gyűjtemények
A Nemzeti Múzeum gyűjteményei körülbelül 830 000 lengyel és külföldi művészeti tárgyat tartalmaznak az ókortól napjainkig: festményeket, szobrokat, rajzokat, metszeteket, fényképeket valamint érméket.
Az ókori és keresztény művészet gyűjteménye, mintegy 24 000 kiállítási tárggyal az egyik legjelentősebb Lengyelországban.
Az ókori művészet (egyiptomi, görög, római) gazdag, mintegy 11 000 darabot számláló gyűjteménye, a 16. századtól kezdve a lengyel festészet kiterjedt galériája, valamint a külföldi festészet (olasz, francia, flamand, holland, német és orosz) gyűjteménye, beleértve néhány festményt Adolf Hitler magángyűjteményéből, amelyet a háború utáni Németországban az amerikai hatóságok átengedtek a múzeumnak.
A múzeumban numizmatikai gyűjtemények, egy iparművészeti galéria és egy keleti művészeti részleg is található, amely Lengyelország legnagyobb, mintegy 5000 tárgyból álló kínai művészeti gyűjteményével rendelkezik.
A múzeum büszkélkedhet a Faras Galériával, amelyben Európa legnagyobb núbiai keresztény művészeti gyűjteménye található, valamint a Középkori Művészeti Galériával, amelyben a Lengyelországhoz történelmileg kapcsolódó valamennyi régióból származó műtárgyak találhatók, kiegészítve Európa más régióiban készült válogatott művekkel.
A 3700 festményből álló európai festménygyűjtemény eredete 1862-re nyúlik vissza, és a Szépművészeti Múzeum létrehozásának köszönhető.

## A gyűjtemények elhelyezkedése
Földszint
- Galeria Sztuki Starożytne – Ókori művészet
- Galeria Faras – The Faras Excavations: A núbiai Faras város ókeresztény művészete, amelyet lengyel régészek tártak fel az 1960-as években, főként az eredeti nagyméretű falfestményeket.
- Galeria Sztuki Średniowiecznej – Középkori szobrok és festmények Lengyelországból.

1. emelet
- Galeria Sztuki Wieku XIX – A 19. század művészete.
- Galeria Sztuki XX i XXI Wieku – a 20–21. század művészete.
- Galeria Wzornictwa Polskiego – lengyel design.

2. emelet
- Galeria Sztuki Dawnej – Régi mesterek galériája: európai festmények és kézműves alkotások a reneszánsz és barokk korból.

A Nemzeti Múzeumnak a főépületen kívül két fiókintézménye is működik: 
- A királyi palota
- A Wilanów palota

## Könyvtár
A Varsói Nemzeti Múzeum könyvtárát 1916-ban alapították, bár már 1911-ben kapott a múzeum egy művészettörténeti és muzeológiai könyvgyűjteményt, amely korábban Leopold Méyet tulajdonában volt. A könyvtár részekre tagolódik: speciális gyűjtemények (antik nyomtatvány- és térképgyűjtemény), új könyvek (1800 után jelentek meg) valamint folyóiratok és naptárak részlege. A könyvtárban őrzött könyvek közül az egyik legfontosabb Kopernikusz: De Revolutionibus Orbium Coelestiuma.

## Tagintézmények
A múzeumnak négy tagintézménye van: 
1. a Plakátmúzeum Wilanówban,
2. a varsói Xawery Dunikowski Szobormúzeum,
3. a Belsőépítészeti Múzeum Otwock Wielkiben,
4. Nieborów és Arkadia.

A Nemzeti Múzeum épületének keleti szárnya a Lengyel Hadsereg Múzeumának székhelyéül szolgál 1933 óta. 

## Fordítás
- Ez a szócikk részben vagy egészben  a   National Museum, Warsaw című angol Wikipédia-szócikk ezen változatának fordításán alapul.  Az eredeti cikk szerkesztőit annak laptörténete sorolja fel. Ez a jelzés csupán a megfogalmazás eredetét és a szerzői jogokat jelzi, nem szolgál a cikkben szereplő információk forrásmegjelöléseként.